# La Immaculada Concepció vista per Sant Joan Evangelista
La Immaculada Concepció contemplada per Sant Joan Evangelista és una obra d'El Greco. Consta amb el número 91 en el catàleg raonat realitzat per Harold Wethey, especialista en aquest artista.

## Tema
La Immaculada Concepció no està narrada de forma explícita als Evangelis, però alguns exegetes la veuen reflectida a l'Evangeli segons Lluc (Lc 1, 26:38). Malgrat que no va ésser decretada com a dogma de l'Església Catòlica fins a l'any 1854, les al·lusions a aquesta devoció són molt antigues, i les seves commemoracions es van anar succeint intermitentment en els països catòlics, amb la corresponent repercussió en la iconografia cristiana.
Aquesta temàtica és molt poc abundant en el corpus pictòric d'El Greco, i cal evitar la confusió amb el tema de l'Assumpció de Maria. En aquest llenç, la inclusió d'atributs propis de les lletanies de la Mare de Déu no deixa lloc a dubtes, perquè són símbols de la Immaculada. Tanmateix, la figura de Joan Evangelista contemplant la Verge Immaculada, és una excepció dins de l'obra d'El Greco i, segons alguns autors, remet a les visions del llibre d l'Apocalipsi (Ap 12:1).

## Anàlisi
Oli sobre llenç; 236 x 117 cm.; 1580-85; Museu de Santa Cruz, Toledo.
D'acord amb Harold Wethey, aquest llenç és especialment important per la seva iconografia, única en el corpus pictòric d'El Greco, però va arribar fins als nostres dies en molt males condicions, i una restauració excessiva va alterar-ne sensiblement l'aspecte general. Hi ha representats atributs de les lletaníes de la Mare de Déu: un formós ram de roses vermelles, la façana del Temple (porta clausa), la torre cilíndrica (turris David), el sol, la lluna i la font. Els elements arquitectònics están basats en models de l'arquitectura romana antiga.
La Verge és el factor essencial de l'obra i, per augmentar-ne l'efecte, El Greco utilitza un cànon allargat que en millora la imatge. La figura apareix sobre una mena de tron de núvols opacs que recorden les màndorles romanes d'Orient. Està flanquejada per àngels músics, junt amb altres que es confonen amb el celatge, com els querubins que envolten el colom de l'Esperit Sant. El paisatge, concebut com un Hortus conclusus, està realitzat amb formosíssims efectes cromàtics.

### Procedència
- Parròquia de Santa Leocadia. ?
- Iglesia de San Román, Toledo. ?
- Museu de San Vicente, Toledo.